# The Mick/Episodenliste
Diese Episodenliste enthält alle Episoden der US-amerikanischen Sitcom The Mick, sortiert nach der US-amerikanischen Erstausstrahlung. Die Fernsehserie umfasst zwei Staffeln mit 37 Episoden.

## Übersicht
| Staffel | Episodenanzahl | Erstausstrahlung USA | Erstausstrahlung USA | Deutschsprachige Erstausstrahlung | Deutschsprachige Erstausstrahlung |
| Staffel | Episodenanzahl | Staffelpremiere      | Staffelfinale        | Staffelpremiere                   | Staffelfinale                     |
| ------- | -------------- | -------------------- | -------------------- | --------------------------------- | --------------------------------- |
| 1       | 17             | 1. Januar 2017       | 2. Mai 2017          | 24. Juni 2017                     | 28. Oktober 2017                  |
| 2       | 20             | 26. September 2017   | 3. April 2018        | 28. April 2018                    | 14. Juli 2018                     |

## Staffel 1
Die Erstausstrahlung der ersten Staffel war vom 1. Januar bis zum 2. Mai 2017 auf dem US-amerikanischen Fernsehsender Fox zu sehen. Die deutschsprachige Erstausstrahlung fand vom 24. Juni bis zum 28. Oktober 2017 auf dem österreichischen Fernsehsender ORF eins statt.
| Nr. (ges.) | Nr. (St.) | Deutscher Titel        | Originaltitel    | Erstausstrahlung USA | Deutschsprachige Erstausstrahlung (ORF eins) | Regie           | Drehbuch                                           |
| --- | --------- | ---------------------- | ---------------- | -------------------- | -------------------------------------------- | --------------- | -------------------------------------------------- |
| 1 | 1         | Der Pudel              | Pilot            | 1. Jan. 2017         | 24. Juni 2017                                | Randall Einhorn | Dave Chernin & John Chernin                        |
| Mackenzie „Mickey“ Molng besucht ihre reiche Schwester Pamela „Poodle“ Pemberton, als Poodle und ihr Ehemann Christopher vom FBI wegen Betrugs und Steuerhinterziehung verhaftet werden. Poodle bittet Mickey darum, auf ihre Kinder aufzupassen, bis sich die prekäre Situation beruhigt. Mickey steht sofort im Konflikt mit der Tochter Sabrina und der Nachbarin Liz. Mickey gibt dem ältesten Sohn Chip einen schlechten Rat und verursacht beim jüngsten Sohn Ben eine allergische Reaktion. Gerade als Mickey beschließt, dass sie für die Betreuung und Erziehung der Kinder nicht geeignet sei, bekommt Mickey einen Anruf von ihrer Schwester, die ihr mitteilt, dass sie und ihr Mann aus dem Land fliehen. |           |                        |                  |                      |                                              |                 |                                                    |
| 2 | 2         | Die Großeltern         | The Grandparents | 3. Jan. 2017         | 1. Juli 2017                                 | Randall Einhorn | Dave Chernin & John Chernin                        |
| Mickey erklärt den Kindern, dass ihre Eltern für längere Zeit auf der Flucht sind und nicht zurückkehren werden. Da die Kinder und Mickey sich nicht leiden können, schnappt Mickey sich ein Auto ihrer Schwester und Poodles Kreditkarte, weil sie nach Rhode Island zurückzukehren und ihr Leben genießen will – sie wird von der Haushälterin Alba begleitet. Mickey hat zuvor Christophers Eltern – und damit die Großeltern der Kindern – angerufen, die auf die Kinder aufzupassen sollen. Gerade die strenge und ernste Großmutter macht das Leben der Kinder nicht gerade einfach. Mickey kehrt wieder zu den Kindern zurück, als ihr Freund Jimmy Probleme mit einem Kredithai hat. |           |                        |                  |                      |                                              |                 |                                                    |
| 3 | 3         | Der Puffer             | The Buffer       | 10. Jan. 2017        | 8. Juli 2017                                 | Todd Biermann   | Laura Chinn                                        |
| Mickey erfährt, dass Sabrina eine Beziehung mit Kai führt, aber keine Verhütungsmittel verwendet. Nach mehreren erfolglosen Versuchen, Sabrinas Meinung zu ändern, arbeiten Mickey und Alba daran, dass Sabrina glaubt, sie sei schwanger. Ben stiehlt währenddessen mehrere Antibabypillen, im Glauben, dass das „magische Pillen“ seien und bekommt dadurch Stimmungsschwankungen. Unterdessen will Chip mit allen Mitteln eine Freundin in der Schule haben, er bekommt von Jimmy jedoch einen schlechten Rat, sodass Chips Versuche nicht von Erfolg gekrönt sind. |           |                        |                  |                      |                                              |                 |                                                    |
| 4 | 4         | Der Ballon             | The Balloon      | 15. Jan. 2017        | 15. Juli 2017                                | Randall Einhorn | Scott Marder                                       |
| Mickey geht mit Ben zu seiner Ärztin, weil er in letzter Zeit verhaltensauffällig wurde und mehrere Gegenstände runterschluckte. Wenig später stellt sich heraus, dass alle den Geburtstag von Ben vergessen haben. Um diesen Fehler wieder gutzumachen, schmeißen seine Geschwister sowie Mickey und Jimmy für ihn eine Geburtstagsparty. Jimmy heuert einen alternden und ausgelaugten Geburtstagsclown, der fragwürdige Verhaltensauffälligkeiten aufweist. Sabrina und Chip mieten einen Pony für Ben, doch das Pony büxt mit Chip aus. Der Clown wird immer merkwürdiger und legt sich in die Badewanne, um seinen Rausch auszuschlafen. Zum Höhepunkt der Folge kommt es, als Ben auf der Party einen Ballon des Clowns mit einer unbekannten Substanz herunterschluckt, was Jimmy, Mickey und Sabrina dazu verleiten lässt, Ben habe Heroin hinuntergeschluckt. Mickey weist darauf hin, dass ein Notruf dazu führe, Ben könne bei einer Pflegefamilie untergebracht werden. So versuchen sie mit allen Mitteln, dass Ben den Ballon samt Inhalt wieder rauswürgen muss. Ben übergibt sich irgendwann vor lauter Aufregung und es stellt sich heraus, dass der Clown kein Drogenabhängiger ist. Er entpuppt sich als Diabetiker, der seine Zuckersucht nicht unter Kontrolle hat und zu viel Geburtstagskuchen isst. Die Spritze war voller Insulin, der Ballon war voller Zuckerpillen und der Löffel, der neben ihn lag, war für den Geburtstagskuchen. |           |                        |                  |                      |                                              |                 |                                                    |
| 5 | 5         | Das Feuer              | The Fire         | 17. Jan. 2017        | 22. Juli 2017                                | Kat Coiro       | Brian Keith Etheridge, Dave Chernin & John Chernin |
| Ben hat anscheinend einen imaginären Freund namens „Omicron“, der ihn dazu bringt, seltsame Dinge zu tun. Mickey und Sabrina sind dafür, dass er zu einem Psychiater geschickt wird. Chip versucht jedoch das Problem selbst zu lösen, indem er mehr Zeit mit seinem kleinen Bruder verbringt, was jedoch mit einem Fahrradunfall endet. Chip will die Wunden mit Pflastern aus Albas Erste-Hilfe-Kasten abdecken. Chip weiß jedoch nicht, dass das keine Verbandspflaster, sondern Nikotinpflaster sind. Alba, die mit vier Jahren angefangen hat zu rauchen und jetzt mit Nikotinpflaster ihre Nikotinsucht entwöhnen will, hat sie im Erste-Hilfe-Kasten versteckt. Ben beginnt durch die Nikotinpflaster sich auf immer seltsamere Weise zu benehmen. Mickey und die Kinder gehen schließlich in den Wald, um zu sehen, was Bens imaginärer Freund „Omicron“ auf sich hat und finden heraus, dass es eine echte Person ist: Chester Omicron aus Jupiter, Florida. Zuvor haben Mickeys und Sabrinas Rauchgewohnheiten einen Feuer verursacht, wodurch Liz’ Gästehaus niederbrannte. Sie erwägen, Ben die Schuld zu geben, damit sie nicht für den Schaden aufkommen müssen. Alba schlägt vor, dass Omicron es war, der das Feuer gelegt hat. Er tut es auch und macht Ben einen Gefallen, da der kleine Junge ihm beigebracht hat, wieder die Welt zu lieben; zudem wurde bei Omicron Lungenkrebs diagnostiziert. |           |                        |                  |                      |                                              |                 |                                                    |
| 6 | 6         | Das Elternschlafzimmer | The Master       | 24. Jan. 2017        | 29. Juli 2017                                | Iain MacDonald  | Harper Dill                                        |
| Nachdem ein Date mit Jimmy zu einer Katastrophe geworden ist, trifft Mickey auf Teddy Grant, einen reichen Erben und Geschäftsmann, in dem sie sich schwer verliebt. Sie macht sich bei ihrem ersten Date selbst zum Narren, da sie sich auf seiner Yacht mit Wein betrinkt und dadurch besoffen wird. Nachdem Mickey das große Schlafzimmer in der Familienvilla entdeckt hat, plant sie es für ihr zweites Date mit Teddy Grant. Chip und Sabrina streiten sich jedoch über das Zimmer, wobei Chip das Zimmer frei haben will, bis seine Eltern nach Hause zurückkehren, während Sabrina das Zimmer für sich selbst will und Chip erzählt, dass die Eltern nicht zurückkommen werden. Währenddessen beschäftigt sich Alba mit Ben, indem er sich kinderfreundliche Programme auf seinem Tablet auf Netflix anschauen soll, der aus Versehen mehrere dystopische und gruselige Filme hintereinander guckt, wie etwa A Clockwork Orange oder Der Exorzist. Als Mickey und Teddy Grant das große Schlafzimmer betreten, erleben sie einen großen Kampf zwischen Chip und Sabrina. Am Ende wird Teddy Grant das Opfer, als Sabrina versehentlich mit einem ihrer High Heels auf ihm wirft und der Absatz in seinem Auge steckt. |           |                        |                  |                      |                                              |                 |                                                    |
| 7 | 7         | Der Country Club       | The Country Club | 31. Jan. 2017        | 5. Aug. 2017                                 | Randall Einhorn | Christine Nangle                                   |
| Der Finanzberater der Pembertons besucht die Kinder und sagt, er könne nicht herausfinden, wie die Eltern das Vermögen verwaltet haben; er kann die Finanzgeschäfte der Eltern nicht nachvollziehen. Er habe es erst durch eine Kolumne in einer New Yorker Zeitung erfahren. So erfahren sie, dass der Klatschkolumnist Oliver Fishburn eine Story über die Steuerhinterziehung und Flucht der Pembertons veröffentlicht hat. Mickey und die Kinder beschließen, in dem Country Club zu gehen, wo sich Fishburn des Öfteren aufhält, um ihn davon zu überzeugen, die Story wieder zurückzuziehen. Gleichzeitig versuchen sie im Country Club das Ansehen der Familie wiederherzustellen. Dies wird allerdings schwieriger als gedacht, als Chip feststellt, dass er bei einem Golfturnier spielen muss, während Sabrina einen peinlichen Vorfall aus ihrer frühen Kindheit noch einmal durchleben muss. Alba und Ben können sich währenddessen im Country Club entspannen. |           |                        |                  |                      |                                              |                 |                                                    |
| 8 | 8         | Die Petze              | The Snitch       | 7. Feb. 2017         | 12. Aug. 2017                                | Randall Einhorn | Scott MacArthur                                    |
| Der Kapitän von Chips Lacrosse-Team belohnt die Spieler für einen wichtigen Sieg, indem er ihnen alle ein Foto von einer nackten Frau schickt, wobei das Gesicht nicht zu erkennen ist. Dabei wird Chip vom Direktor Gibbons erwischt und muss sich entscheiden, ob er die ganze Schuld auf sich nimmt und den Absender des Fotos nicht preisgibt oder seinen Mannschaftskapitän verpetzt. Mickey schlägt ihm vor, dass er nicht die Wahrheit sagen soll, da petzen etwas schlimmes sei. Ausgerechnet seine Schwester Sabrina, die zum Ehrenkomitee der Schule angehört, stellt Chip vor der gesamten Schule unter Verhör. Als Chip erkennt, dass die nackte Frau auf dem Foto, nach dem er lüstert, tatsächlich seine Schwester ist, übergibt er sich zusammen mit seiner Schwester hinter der Bühne. Die beteiligten Lacrosse-Spieler werden verpetzt. |           |                        |                  |                      |                                              |                 |                                                    |
| 9 | 9         | Das Chaos              | The Mess         | 14. Feb. 2017        | 19. Aug. 2017                                | Geeta V. Patel  | Lindsay Golder                                     |
| Die Kinder sind respektlos gegenüber Mickey und erkennen ihre Autorität nicht an. Mickey will die Kinder bestrafen, indem sie die Kinder daran hindert, zur Schule zu gehen, doch die Kinder sind glücklich darüber. Als nächstens verhindert Mickey den Kindern, dass sie auf einer Party gehen dürfen. Während Mickey und Alba zur Party gehen und sich betrinken, müssen die Kinder das Haus putzen. Als Mickey und Alba wieder zurückkommen, entdecken sie, dass sämtliche Sachen in Mickeys Zimmers deponiert wurden; sie werden kurz darauf eingesperrt. Die Kinder gehen zusammen mit Jimmy zu einer White-Trash-Party. Dort versucht Mickey wenig später sich auf jede erdenkliche Art und Weise durchzusetzen und erhält durch eine Rede den Respekt der Kinder wieder zurück. |           |                        |                  |                      |                                              |                 |                                                    |
| 10 | 10        | Der Ballast            | The Baggage      | 21. Feb. 2017        | 26. Aug. 2017                                | Matt Sohn       | Scott Marder                                       |
| Mickey will nicht, dass Dante, den sie vor kurzem kennengelernt hat, von den Kindern erfährt. Aber es stellt sich heraus, dass er mit den Pemberton-Kindern gut umgehen kann. In der Zwischenzeit versuchen die anderen Männer, die sich für Mickey interessieren (Jimmy, Jerry vom Country Club und der FBI-Agent Fred the Fed), ihre Romanze mit Dante zu sabotieren. Außerdem ist Bens Kaninchen gestorben. Wenn ein Haustier von Ben gestorben ist, ersetzt Alba es still und heimlich durch ein anderes Haustier, weil sie nicht glaubt, dass Ben bereit ist, etwas über den Tod zu erfahren. |           |                        |                  |                      |                                              |                 |                                                    |
| 11 | 11        | Die Neue               | The New Girl     | 28. Feb. 2017        | 9. Sept. 2017                                | Randall Einhorn | Brian Keith Etheridge                              |
| Nachdem der Schulleiter darauf hinweist, dass Ben in den Bus gepinkelt und High Heels in der Schule getragen hat sowie seine schulischen Leistungen unterdurchschnittlich sind, zieht Mickey ihn wütend aus der Schule. In der Zeit können nur zwei Schulen neue Schüler aufnehmen: eine ca. 40 Meilen entfernte öffentliche Schule und eine private Mädchen-Schule auf der anderen Straßenseite. Ben lässt sich wie ein Mädchen verkleiden und Mickey versucht ihn bei der Mädchen-Schule als Transgender namens „Beth“ zu präsentieren, was ihnen auch gelingt. Allerdings will er nach kurzer Zeit wieder auf die alte Schule. Mickey schafft es den Direktor zu überzeugen und stellt sicher, dass er dort tragen kann, was er will. In der Zwischenzeit, nach dem Mickey erwähnt hat, dass Sabrina und Chip privilegiert sind und keine Vielfalt in ihrem Leben kennen, verbringen beide ihre Zeit mit Alba und versuchen mehr über sie und ihre Kultur zu erfahren. So beklagt sich Chip, wie schwierig es sei, ein weißer Mann zu sein, während Sabrina glaubt, sie könne die Notlage der Menschen verstehen, weil sie eine Frau ist. Obwohl die beiden Alba schon lange kennen, wissen sie nicht einmal Albas Familienname. |           |                        |                  |                      |                                              |                 |                                                    |
| 12 | 12        | Der Wolf               | The Wolf         | 21. März 2017        | 16. Sept. 2017                               | Randall Einhorn | Mehar Sethi                                        |
| Chip lernt im Internet eine Frau aus Osteuropa namens Yulia kennen. Er schickt ihr Geld, damit sie in die USA einreisen kann. Mickey ist der Ansicht, dass er von Yulia ausgenutzt wird. Mickey ist überzeugt davon, dass er zu leichtgläubig ist und eine Lektion dringend nötig hat. Mickey erklärt, dass einige Menschen Schafe sind und andere Menschen wiederum Wölfe. Chip sei ein Schaf, weil er leicht ausgenutzt wird, während sie selbst ein Wolf ist, weil sie mit den Schafen spielt. Und natürlich will sie Chip zeigen, wie er zu einem Wolf werden kann. Doch einige Tage später kommt Yulia und Chip wird anscheinend zu dem, der er vorher war. Doch als er merkt, dass er ausgenutzt wird, schmeißt er Yulia aus dem Haus. Indes hat Sabrinas Freund Kai seine Weiter- und Ausbildung bei einer europäischen Möbelschule abgebrochen, weil die Kurse nicht auf Englisch waren und hängt nun mit Jimmy ab, essen Pizza und sitzen in der Sauna. Sabrina ist darüber verärgert, auch weil er sich mehr und mehr mit Jimmy ähnelt. Kai verbringt eines Tages seine Zeit zu lange in der Sauna. Es stellt sich heraus, dass Kai – auf Grund der schon seit Ewigkeiten klemmende Saunatür – diesmal die kaputte Tür von innen nicht mehr öffnen kann und in der Sauna qualvoll stirbt. |           |                        |                  |                      |                                              |                 |                                                    |
| 13 | 13        | Der Rowdy              | The Bully        | 28. März 2017        | 30. Sept. 2017                               | Kat Coiro       | Nancy M. Pimental                                  |
| Nachdem Mickey erfahren hat, dass Sabrina von einem Klassenkameradin über das Internet gemobbt wird, versucht Mickey ihr zu helfen, indem sie selbst den Täter über das Internet schikaniert. Aber sie macht die Sache nur noch schlimmer. So veröffentlicht die Täterin über das Internet Sabrinas privates Tagebuch. Sabrina geht daraufhin nicht mehr in die Schule und liegt den ganzen Tag im Bett. Mickey konfrontiert den Täterin: sie ist körperlich behindert und ist auf einen Rollstuhl angewiesen, was Mickey völlig überrascht. Nun will sie die Fehde in der realen Welt austragen und heckt mit Alba einen Plan aus: Sabrina soll Britney Spears’ öffentlich zur Schau gestellte Abstürze nachahmen („pulling a Britney“). Während Sabrina glaubt, dass sie sich den Kopf kahl rasieren soll, denkt und handelt Mickey ganz anders: sie ruft die Polizei für Sabrinas Zwangseinweisung in einer Psychiatrie. Sabrina landet daraufhin in die geschlossene Psychiatrie und wird Tage später wieder entlassen. In der Zwischenzeit kann Jimmy es sich nicht leisten, einen schmerzhaften Zahn vom Zahnarzt behandeln zu lassen, weil er keine Versicherung hat bzw. für die Behandlung nicht bezahlen will. So versucht er mit Hilfe von Ben und Chip sich den Zahn selbst zu ziehen. Doch alle Versuche schlagen fehl. Er sucht Bens Zahnarzt auf, doch der Zahnarzt attackiert ihn mit einem Pfefferspray. |           |                        |                  |                      |                                              |                 |                                                    |
| 14 | 14        | Der Lauf               | The Heater       | 4. Apr. 2017         | 7. Okt. 2017                                 | Randall Einhorn | Scott Marder                                       |
| Als Mickey merkt, dass Ben mehrere Jetons zur Darstellung von Planeten für ein Schulprojekt verwendete und er verrät, im Zimmer seines Vaters befinden sich noch mehr Jetons, setzt bei Mickey die alte Spielsucht ein. Alba versucht Mickey aus dem Casino zu retten, gerät aber selbst in die Falle. Während Mickey alles verliert, gewinnt Alba an den Spieltischen mehrmals und sogar eine Übernachtung im Hotel des Casinos. Da Mickey und Alba für eine längere Zeit nicht im Haus sind, streiten sich Sabrina, Chip und Jimmy darüber, wer den Haushalt führen soll. In der Zwischenzeit reist Ben, der im Zimmer seines Vaters noch mehr Jetons gefunden hat, alleine in einem Bus zum Casino. Dort angekommen, trifft er auf Alba und Mickey. |           |                        |                  |                      |                                              |                 |                                                    |
| 15 | 15        | Die Pyjama-Party       | The Sleepover    | 11. Apr. 2017        | 14. Okt. 2017                                | Silver Tree     | Dominic Dierkes & Christian Lander                 |
| Chip ist begeistert, als Dylan, ein beliebter Schüler seiner Schule, ihn anscheinend mag. Chip lädt ihn zu einer Übernachtung ein, in der Hoffnung, dass er dadurch in Schule beliebter wird. Während Dylan zur Übernachtung kommt, erscheint im Laufe des Abends ein junges betrunkenes Mädchen. Es stellt sich heraus, dass Dylan das Haus der Pembertons für einen geeigneten Rückzugsort ausnutzen möchte, um sich mit seiner Freundin zu treffen, da Mickey den Ruf hat, ein laxer Erziehungsberechtigter zu sein. Als ihr Vater auftaucht, weil er die GPS-Daten ihres Smartphones nachvollziehen konnte, entsteht Chaos. Jimmy will ihn ablenken, er schnappt sich das Smartphone und schickt den Vater auf eine wilde Verfolgungsjagd, bis er Jimmy in einer Bar einholen konnte. Dort schlägt der Vater mehrmals auf Jimmy ein, im Glauben, er hätte seiner Tochter was angetan. Jimmy kann ihn besänftigen. Der Vater geht wieder nach Hause. In der Zwischenzeit haben Mickey, Chip und Dylan das Mädchen wieder in ihr Bett getragen. Sie müssen allerdings mitansehen, dass Dylans Mutter eine Affäre mit dem Vater seiner Freundin führt. Unterdessen wird Bens wiederkehrender Albtraum nur allzu real, als Jimmy Alba einen Streich spielt. Ben benutzt Dylans Adrenalin-Spitze, um sie zu wecken. Beim Anblick Albas ist er heftig erschrocken, da Jimmy mit einem Filzstift auf Albas Gesicht eine sehr aufwendige Schädel-Maske bemalte. Für Ben wirkt Alba aufgrund ihres Zustandes wie ein Monster. Sie wird von Mickey mit einer Bratpfanne niedergeschlagen und Ben kann sich wieder beruhigen. |           |                        |                  |                      |                                              |                 |                                                    |
| 16 | 16        | Das Implantat          | The Implant      | 25. Apr. 2017        | 21. Okt. 2017                                | Richie Keen     | Dave Chernin & John Chernin                        |
| Sabrina will zum Schönheitschirurgen, ihre Mutter habe ihr Brustimplantate zum 18. Geburtstag versprochen und möchte das Geschenk nun einlösen. Mickey ist davon nicht begeistert und schlägt vor, dass sie zuerst Implantate unter ihrem BH probe tragen soll, damit sie Sabrina beweisen kann, wie sehr sich ihr Leben verändern würde. Aber es geschieht ein Missgeschick, als die beiden Frauen in einem Restaurant gehen: ein teures Implantat geht kaputt. Währenddessen befiehlt Mickey Jimmy damit, mit Ben und Chip ein paar „Männersachen“ zu machen, nachdem die Jungs Angst vor einer Spinne haben. Jimmy nimmt sie zu einem Baseballspiel mit, dabei gerät Jimmy mit zwei gegnerischen Fans in eine Schlägerei. |           |                        |                  |                      |                                              |                 |                                                    |
| 17 | 17        | Der Eindringling       | The Intruder     | 2. Mai 2017          | 28. Okt. 2017                                | Matt Sohn       | Mehar Sethi                                        |
| Nach monatelanger Flucht, dringen die Eltern in ihr eigenes Haus ein. Das stellt für alle Beteiligten einen Konflikt dar. Mickeys Schwester verlangt, dass Mickey das Haus verlassen soll, da sie einen schlechten Einfluss auf die Kinder habe. Poodle bietet ihr dafür sogar Geld an. Poodle zwingt Alba dazu, wieder die Haushälterin zu sein, doch Alba ist davon nicht begeistert und heckt einen Plan aus. Währenddessen wird Jimmy während der Auseinandersetzung mit einem Gewehr angeschossen. Er landet im Krankenhaus und steht dort unter Polizeigewahrsam, weil gegen ihn mehrere Haftbefehle vorliegen. Er entscheidet sich die Situation auszunutzen, indem er die Freiheit von Christopher und Poodle für seine eigenen tauschen will und treibt es auf die Spitze. Jimmy wird mit einem Defibrillator gefoltert, nachdem die Polizei den Aufenthaltsort der Eltern von Alba erhalten hat. Christopher und Poodle werden schließlich verhaftet; Poodle verkündet während der Verhaftung, Christopher sei nicht der biologischer Vater von Chip. Infolgedessen bereiten sich Mickey und die Familie darauf vor, Ben von den Neuigkeiten zu erzählen, aber er hat sein Zimmer angezündet und das ganze Pemberton-Haus geht schnell in Flammen auf. |           |                        |                  |                      |                                              |                 |                                                    |

## Staffel 2
Die Erstausstrahlung der zweiten Staffel war zwischen dem 26. September 2017 und 3. April 2018 auf dem US-amerikanischen Fernsehsender Fox zu sehen. Die deutschsprachige Erstausstrahlung begann am 28. April 2018 und endete am 14. Juli 2018 auf dem Pay-TV-Sender ProSieben Fun.
| Nr. (ges.) | Nr. (St.) | Deutscher Titel | Originaltitel     | Erstausstrahlung USA | Deutschsprachige Erstausstrahlung (ProSieben Fun) | Regie            | Drehbuch                                 |
| ---------- | --------- | --------------- | ----------------- | -------------------- | ------------------------------------------------- | ---------------- | ---------------------------------------- |
| 18         | 1         | Das Hotel       | The Hotel         | 26. Sept. 2017       | 28. Apr. 2018                                     | Richie Keen      | Dave Chernin & John Chernin              |
| 19         | 2         | Die Freundin    | The Friend        | 3. Okt. 2017         | 28. Apr. 2018                                     | Matt Sohn        | Heather Flanders                         |
| 20         | 3         | Der Besuch      | The Visit         | 10. Okt. 2017        | 5. Mai 2018                                       | Kat Coiro        | Scott Marder                             |
| 21         | 4         | Das Geisterhaus | The Haunted House | 17. Okt. 2017        | 5. Mai 2018                                       | Matt Sohn        | Scott MacArthur                          |
| 22         | 5         | Die Erfindung   | The Invention     | 7. Nov. 2017         | 12. Mai 2018                                      | Rebecca Asher    | Matthew Libman & Daniel Libman           |
| 23         | 6         | Die Matriarchin | The Matriarch     | 14. Nov. 2017        | 26. Mai 2018                                      | Kat Coiro        | Eric Falconer                            |
| 24         | 7         | Die Heimkehr    | The Homecoming    | 21. Nov. 2017        | 26. Mai 2018                                      | Richie Keen      | Rob Rosell                               |
| 25         | 8         | Der Lehrer      | The Teacher       | 28. Nov. 2017        | 2. Juni 2018                                      | Eva Longoria     | Lindsay Golder                           |
| 26         | 9         | Die Scheidung   | The Divorce       | 5. Dez. 2017         | 2. Juni 2018                                      | Matt Sohn        | Dominic Dierkes                          |
| 27         | 10        | Der Aufstieg    | The Climb         | 2. Jan. 2018         | 9. Juni 2018                                      | Amy York Rubin   | Harper Dill                              |
| 28         | 11        | Der Trip        | The Trip          | 9. Jan. 2019         | 9. Juni 2018                                      | Kat Coiro        | John Howell Harris                       |
| 29         | 12        | Die Stadt       | The City          | 16. Jan. 2018        | 16. Juni 2018                                     | Eric Dean Seaton | Heather Flanders                         |
| 30         | 13        | Die Müllkippe   | The Dump          | 23. Jan. 2018        | 16. Juni 2018                                     | Matt Sohn        | Laura Chinn                              |
| 31         | 14        | Die Kirche      | The Church        | 6. Feb. 2018         | 23. Juni 2018                                     | Matt Sohn        | Dominic Dierkes                          |
| 32         | 15        | Der Saft        | The Juice         | 27. Feb. 2018        | 23. Juni 2018                                     | Matt Sohn        | Eric Falconer                            |
| 33         | 16        | Der Unfall      | The Accident      | 6. März 2018         | 30. Juni 2018                                     | Eric Dean Seaton | Daniel Libman & Matthew Libman           |
| 34         | 17        | Der freie Abend | The Night Off     | 13. März 2018        | 14. Juli 2018                                     | Eva Longoria     | Franklin Hardy                           |
| 35         | 18        | Das Auto        | The Car           | 20. März 2018        | 30. Juni 2018                                     | Michael McDonald | Scott Marder                             |
| 36         | 19        | Der Ball        | The Dance         | 27. März 2018        | 14. Juli 2018                                     | Dave Chernin     | Laura Chinn, Dave Chernin & John Chernin |
| 37         | 20        | Die Absolventin | The Graduate      | 3. Apr. 2018         | 14. Juli 2018                                     | Matt Sohn        | Caroline Fox                             |